# Aviron aux Jeux olympiques de 1908
Navigation
Édition précédente Édition suivante

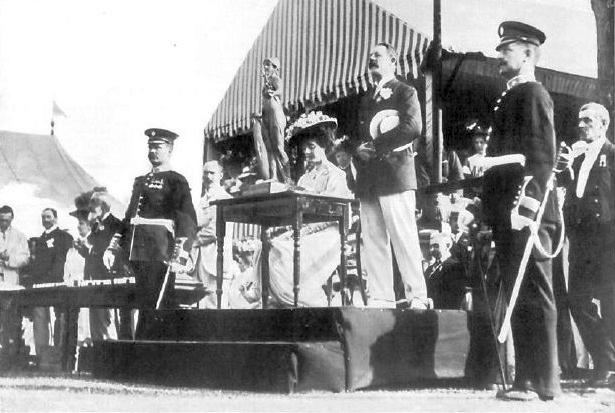
Lord Desborough délivrant les Prix, à la fin des épreuves d'aviron des JO de 1908.

Résultats des épreuves d'aviron aux Jeux olympiques d'été de 1908 à Londres.

## Tableau des médailles pour l'aviron
| rang | pays            | Médaille d'or | Médaille d'argent | Médaille de bronze | Total |
| ---- | --------------- | ------------- | ----------------- | ------------------ | ----- |
| 1    | Grande-Bretagne | 4             | 3                 | 1                  | 8     |
| 2    | Belgique        | 0             | 1                 | 0                  | 1     |
| 3    | Canada          | 0             | 0                 | 3                  | 3     |
| 4    | Allemagne       | 0             | 0                 | 2                  | 2     |
| 5    | Hongrie         | 0             | 0                 | 1                  | 1     |
| 5    | Pays-Bas        | 0             | 0                 | 1                  | 1     |
|      |                 | 4             | 4                 | 8                  | 16    |

## Podiums
| Podiums                       | | | |
| Un rameur - skiff             | Grande-Bretagne Henry Blackstaffe 9 min 26 s | Grande-Bretagne Alexander McCulloch ? | Allemagne Bernard Von Gaza ? |
| Un rameur - skiff             | Grande-Bretagne Henry Blackstaffe 9 min 26 s | Grande-Bretagne Alexander McCulloch ? | Hongrie Karoly Leviczky ? |
| Deux en pointe sans barreur   | Grande-Bretagne John Fenning, Gordon Lindsay Thomson 9 min 41 s | Grande-Bretagne George Fairbairn, Philip Verdon ? | Allemagne Martin Stahnke, Willi Düskow ? |
| Deux en pointe sans barreur   | Grande-Bretagne John Fenning, Gordon Lindsay Thomson 9 min 41 s | Grande-Bretagne George Fairbairn, Philip Verdon ? | Canada Fred P. Toms, Norman B. Jackes ? |
| Quatre en pointe sans barreur | Grande-Bretagne Robert Cudmore, James Gillan, Duncan McKinnon, John Somers-Smith ? | Grande-Bretagne Philip Rowland Filleul, Harold Barker, John Fenning, Gordon Lindsay Thomson ?                                                                     | Pays-Bas Hermannus Höfte Albertus Wielsma Johan Burk Bernardus Croon                                                                                        |
| Quatre en pointe sans barreur | Grande-Bretagne Robert Cudmore, James Gillan, Duncan McKinnon, John Somers-Smith ? | Grande-Bretagne Philip Rowland Filleul, Harold Barker, John Fenning, Gordon Lindsay Thomson ?                                                                     | Canada Gordon Balfour Becher Gale Charles Riddy Geoffrey Taylor                                                                                             |
| Huit en pointe avec barreur   | Grande-Bretagne Albert Gladstone, Frederick Kelly, Banner Johnstone, Guy Nickalls, Charles Burnell, Ronald Sanderson, Raymond Etherington-Smith, Harry Bucknall, Gilchrist Stanley Maclagan 7 min 52 s | Belgique Oscar Taelman, Marcel Maurimont, Rémy Orban, Georges Mijs, François Vergucht, Polydore Veirman, Oscar de Somville, Rodolphe Poma, Alfred Vanlandeghem, ? | Grande-Bretagne Richard Boyle (en), John Burn, Oswald Carver, Henry Goldsmith, Frank Jerwood, Harold Kitching, Eric Powell, Douglas Stuart, Edward Williams |
| Huit en pointe avec barreur   | Grande-Bretagne Albert Gladstone, Frederick Kelly, Banner Johnstone, Guy Nickalls, Charles Burnell, Ronald Sanderson, Raymond Etherington-Smith, Harry Bucknall, Gilchrist Stanley Maclagan 7 min 52 s | Belgique Oscar Taelman, Marcel Maurimont, Rémy Orban, Georges Mijs, François Vergucht, Polydore Veirman, Oscar de Somville, Rodolphe Poma, Alfred Vanlandeghem, ? | Canada Irvine Robertson, Joseph Wright, Julius A. Thompson, Walter Lewis, Gordon Balfour, Becher Gale, Charles Riddy, Douglas Kertland, Geoffrey Taylor     |